# Scaphechinus mirabilis
Scaphechinus mirabilis is een zee-egel uit de familie Scutellidae. De wetenschappelijke naam van de soort werd, tegelijk met die van het geslacht, in 1864 gepubliceerd door Alexander Agassiz.

## Synoniemen
- Chaetodiscus scutella Lütken, 1864[2]
- Scutella japonica Von Martens, 1866
- Echinarachnius pacificus Pfeffer, 1881